# Anstalt des Kinderrechtsschutzbeauftragten der Republik Litauen
Die Anstalt des Kinderrechtsschutzbeauftragten der Republik Litauen (lit. Lietuvos Respublikos vaiko teisių apsaugos kontrolieriaus įstaiga) ist eine staatliche litauische Behörde, die die Kinderrechte schützt und die Interessen von Kindern vertritt. Der Ombudsmann für Kinderrechte (Kinderrechtsschutzbeauftragte) ist ein Staatsbeamter mit der juristischen Hochschulbildung (Verwaltungsjurist) und Leiter der Anstalt mit etwa 20 Mitarbeitern. Die Institution des Ombudsmanns für Kinderrechte wurde nach dem Seimas-Gesetz vom 25. Mai 2000 (Lietuvos Respublikos vaiko teisių apsaugos kontrolieriaus įstatymas) errichtet.

## Leitung
- 2000–2005: Gražina Imbrasienė
- 2005–2010: Rimantė Šalaševičiūtė
- Seit 2010: Edita Žiobienė